# Yucca schidigera
 (juillet 2015).
Espèce
Classification APG III (2009)
Yucca schidigera, aussi connu sous le nom de mojave yucca ou Spanish dagger, est une espèce de plante à fleur de la famille des Agavaceae selon la classification classique de Cronquist (1981) ou des Asparagaceae selon la classification phylogénétique.
Elle est originaire des déserts de Mojave, du Chihuahua et Sonora respectivement situés dans le sud-est de la Californie, la Basse-Californie, le Nouveau-Mexique, le sud du Nevada et l'Arizona. 
Cette espèce de yucca pousse généralement sur les pentes rocheuses désertiques et créosotes sises à une altitude d'environ 300 à 1 200 mètres et dépassant rarement plus de 2 500 mètres. Elle prospère en plein soleil et dans la terre abreuvée par un drainage optimal sans nécessiter d'apport aqueux supplémentaire en été. Elle appartient à la famille du Yucca baccata qui croit dans la même zone. Il existe également çà et là quelques plantes hybrides prévalant entre les deux espèces. 

## Description
Yucca schidigera est un petit arbre à feuilles persistantes atteignant 5 mètres (16 pieds) de haut, avec une couronne dense de feuilles en forme de baïonnette disposées en spirale au sommet d'un tronc basal bien visible. L'écorce est gris-brun, recouverte de feuilles mortes brunes près du sommet, devenant irrégulièrement rugueuse et écailleuse à striée plus près du sol. Les feuilles mesurent 30 à 150 cm de long et 4 à 11 cm de large à la base, concavo-convexes, épaisses, très rigides et de couleur jaune-vert à bleu-vert.
Les fleurs sont blanches, parfois teintées de violet, en forme de cloche, de 3 à 5 cm de long (rarement jusqu'à 7,5 cm), produites en une grappe compacte et bulbeuse de 60 à 120 cm de haut au sommet de la tige. Le fruit est une baie allongée, atteignant 11,5 cm de long.

## Utilisation
Les fibres contenues dans les feuilles de Yucca schidigera étaient autrefois utilisées par les Amérindiens pour confectionner des cordes, des sandales et du tissu. Les fleurs et les fruits sont comestibles et les graines noires peuvent être moulues pour être transformées en farine. Le recours aux racines de la plante permet de fabriquer du savon.
Certains écrits rapportent que les Amérindiens se lavaient les cheveux avec du yucca pour combattre les pellicules et l'alopécie (perte des cheveux). Parmi les autres affections mentionnées dans la médecine amérindienne figurent également les céphalées (maux de tête), l'épistaxis (saignement de nez), la gonorrhée, l'arthrite et les rhumatismes.